# جونيتشي ميساوا
جونيتشي ميساوا (باليابانية: 三澤 純一) (مواليد 21 مايو 1985)، هو لاعب كرة قدم ياباني سابق كان يلعب كلاعب وسط.

## وصلات خارجية
- جونيتشي ميساوا على موقع رابطة كرة القدم اليابانية للمحترفين (اليابانية)
- جونيتشي ميساوا على موقع قاعدة بيانات كرة القدم.إي يو (الإنجليزية)
- جونيتشي ميساوا على موقع Soccerway.com (الإنجليزية)
- جونيتشي ميساوا على موقع عالم كرة القدم.نت (الإنجليزية)